# Juhan Lepassaar
Juhan Lepassaar (* 1978) ist ein estnischer hoher Beamter der Europäischen Union. Seit Oktober 2019 leitet er als Exekutivdirektor die Agentur der Europäischen Union für Cybersicherheit (ENISA).
Juhan Lepassaar studierte Politikwissenschaften an der Universität Tartu mit Bachelorabschluss sowie Contemporary European Politics an der Universität Sussex mit Abschluss als Master. 
Lepassaar trat 2003 in den estnischen Staatsdienst, zunächst bis 2006 als Berater im EU-Sekretariat der estnischen Regierung. Danach war er bis 2008 stellvertretender Direktor für EU-Angelegenheiten der estnischen Regierung, anschließend dort bis 2013 Direktor. Er wechselte 2013 in den Dienst der Europäischen Union, zunächst bis 2014 als Mitglied des Kabinetts des Vizepräsidenten Siim Kallas, dann bis 2019 als Kabinettschef von Andrus Ansip mit Zuständigkeit für den Digitalen Binnenmarkt.

## Auszeichnungen
- 2021: Orden des Weißen Sterns III. Klasse[1]